# محوطه شاه حسن
محوطه شاه حسن در شهرستان نیر، بخش کورائیم، دهستان یورتچی غربی، روستای دوشانلو واقع شده و این اثر در تاریخ ۲۷ بهمن ۱۳۸۷ با شمارهٔ ثبت ۲۴۵۳۲ به‌عنوان یکی از آثار ملی ایران به ثبت رسیده است.